# Witchcraft (film 1916)
Witchcraft  è un film muto del 1916 diretto e presentato da Frank Reicher. Prodotto dalla Jesse L. Lasky Feature Play Company, aveva come interpreti Fannie Ward, Jack Dean, Paul Weigel, Lillian Leighton.

## Trama
Suzette e sua madre sono due ugonotte che vivono in una colonia della Nuova Inghilterra i cui anziani perseguitano qualsiasi comportamento cosiddetto deviante, etichettandolo come stregoneria. Quando la madre di Suzette si ammala, Suzette cerca l'aiuto di Nokomis, una donna indiana che è stata accusata di stregoneria. Suzette si incontra e si innamora di Richard Wayne. Ma Makepeace Struble, pupillo di Wayne, vuole Suzette per lui e manda Wayne a lavorare per il governatore, così da lasciargli campo libero con la giovane. Accusando sua madre di stregoneria, Struble ricatta la ragazza affinché lei lo sposi. L'uomo diventa sempre più violento e quando sua madre muore, Nokomis dà a Suzette un talismano, dicendole che si sta preparando una rivolta indiana. Lei avvisa Wayne e Struble, colpito da un attacco di apoplessia, la accusa di avergli lanciato un incantesimo. Sebbene Suzette abbia salvato la città dall'attacco indiano, viene comunque condannata all'impiccagione. Riuscirà a salvarsi solo per l'intervento all'ultimo minuto di Wayne e del governatore e, alla fine, potrà sposare l'uomo amato.

## Produzione
Il film fu prodotto dalla Jesse L. Lasky Feature Play Company. Il soggetto del film, che si deve a Robert Ralston Reed, un medico del New Jersey, era stato selezionato tra quelli presentati nel programma di formazione Jesse L. Lasky alla Columbia University che aveva come giudice William C. de Mille.

## Distribuzione
Il copyright del film, richiesto dalla Jesse L. Lasky Feature Play Co., fu registrato il 5 ottobre 1916 con il numero LP9246. Distribuito dalla Paramount Pictures, il film uscì nelle sale statunitensi il 16 ottobre 1916.
Non si conoscono copie ancora esistenti della pellicola che viene considerata presumibilmente perduta.